# Предраг Црнковић
Предраг Црнковић (Београд, 1967) српски је писац и преводилац.

## Биографија
Превео је четрдесет књига, од чега тридесет две са данског, четири са шведског, три с норвешког и једну с енглеског (закључно с априлом 2018). Српској публици представио је Норвежане Тура Улвена (Загробни дарови) и Пера Петешуна (Идемо да крадемо коње), Швеђанку Сару Стридсберг (Факултет снова), као и Данце Хенрика Стангерупа (Из лажи у лаж, Писати или умрети), Мортена Рамсланда (Псоглав) и Кристину Хеселхолд (Главница).
Књижевни одбор Данског фонда за уметност доделио му је 2013. године Почасну награду за допринос представљању савремене данске књижевности на српском језику.
У сарадњи с данским колегама превео је сопствену поезију и одломке из прозе, и објавио их у часопису Критик /Kritik/, књижевном додатку листа Информатион /Information/, те у часопису за поезију Оверсте Кирургиске /Øverste Kirurgiske/. Превођен је и на словеначки и мађарски.
Црнковић је објавио седам романа и једну збирку приповедака. Радио Београд је више пута емитовао три његове радио драме: две награђене на конкурсима драмског програма и адаптацију Мопасанове приповетке. Роман Увод у српску књижевност са јужнословенским књижевностима био је у ширем избору за НИН-ову награду и регионалну награду „Меша Селимовић“ 2010. Поезију, критику, приче и есеје објављивао у већини српских књижевних часописа: Повеља, Поља, Златна греда, Књижевни магазин, Кораци, Свеске, Бележница... Добио је годишњу награду „Бранислав Нушић“ Удружења драмских писаца Србије за 2017. годину, за драму Трбухозборац.
Тренутно уређује едицију превода из скандинавских књижевности „Северно светло“, под окриљем издавача „Пресинг”.

## Дела
- Београд за покојнике (роман), В. Б. З., Београд, 2008.
- Чарапанке са Звездаре (роман), „Књигомат“, Загреб, 2008.
- Увод у српску књижевност са јужнословенским књижевностима (роман), В. Б. З., Београд, 2009.
- Добро јутро, господине С. (роман), „Књигомат“, Загреб, 2010.
- Врло могуће приче (кратка проза), „Адреса”, Нови Сад, 2010.
- Зита: мушки херц роман (роман), Удружење грађана „Чекић”, Београд, 2013.
- Колумнист из сјене (роман), „Хена ком”, Загреб, 2014.
- Ох, тај дида chetnik: Последњи роман Друге Србије (роман), „Знак” : „Граматик”, Београд, 2017.